# Erwin Emata
Erwin (Pastor) Emata (Davao City, 1973) is een Filipijnse bergbeklimmer.
Op 18 mei 2006 was hij de tweede Filipino die de top van de Mount Everest bereikte. 
Emata bereikte de top zo'n 24 uur na Leo Oracion, de eerste Filipino die de top bereikte en mede-expeditielid van de eerste Filipijnse expeditie naar de top van de Mount Everest. Emata bereikte de top gebruikmakend van een zuurstofmasker.